# 1938 في النرويج
فيما يلي قوائم الأحداث التي وقعت خلال عام 1938 في النرويج.

## سياسة

### تعيين في المنصب
- 1 يوليو – كريستيان لودفيغ جنسن Mayor of Aker ‏.

### انتهاء فترة المنصب
- 7 مارس – كريستيان لودفيغ جنسن Mayor of Aker ‏.

## رياضة
- 1 يناير – كأس النرويج 1938 الفائز نادي فريدريكستاد.

## مواليد

### يناير
- 1 يناير – كيت نايس

### فبراير
- 1 فبراير – كييل هينركسن فيزيائي نرويجي.

### أبريل
- 3 أبريل – بيورن غوستافسن
- 20 أبريل – تور ريختر مهندس نرويجي.

### مايو
- 22 مايو – أولف ساند سياسي نرويجي.

### يونيو
- 10 يونيو – إنقولف كريستيانسن مُجدّف نرويجي.

### أغسطس
- 18 أغسطس – أرفيد تورجير لاي كاتب نرويجي.

### سبتمبر
- 10 سبتمبر – إيفا بيركلاند
- 12 سبتمبر – جون كروغ لاعب كرة قدم نرويجي.

### أكتوبر
- 12 أكتوبر – بيورن هانسن صحفي نرويجي.
- 27 أكتوبر – جان مارتن لارسن

## وفيات

### فبراير
- 9 فبراير – آكسل بولسين (مواليد 1855)
- 27 فبراير – تشارلز كينت (مواليد 1880) كاتب نرويجي.

### مارس
- 9 مارس – لورنس إم. لارسون (مواليد 1868) مؤرخ نرويجي.

### يوليو
- 20 يوليو – هانس كريستيانسن (مواليد 1867) متسابق يخت نرويجي.

### سبتمبر
- 30 سبتمبر – دوروثيا شخولدر (مواليد 1853) سياسية نرويجية.

### نوفمبر
- 3 نوفمبر – ثورفالد اولسن (مواليد 1889) مصارع هاوي نرويجي.

### ديسمبر
- 11 ديسمبر – كريستيان لويس لانج (مواليد 1869)
- 27 ديسمبر – ينس فروليش (مواليد 1914) مسايف نرويجي.